# Unió Política Nacional
|  | Per a altres significats, vegeu «Unió Política Nacional (Grècia)». |

Unió Política Nacional (grec: Εθνική Πολιτική Ένωσις, Ethniki Politiki Enosis, EΠΕΝ) fou un partit polític grec d'extrema dreta. Fou fundat el 30 de gener de 1984 per Georgios Papadópulos, cap de la junta militar que governà Grècia durant la dictadura dels coronels i aleshores a la presó. Participà a diverses eleccions legislatives sense èxit des de 1985, tot i que a les eleccions europees de 1984 va treure el 2,3% dels vots i va obtenir un eurodiputat.

## Resultats electorals

### Eleccions legislatives
| Any       | Líder               | Vots                 | %                    | Escons               | +/-                  | Govern               |
| --------- | ------------------- | -------------------- | -------------------- | -------------------- | -------------------- | -------------------- |
| 1985      | Crisant Dimitriadis | 37.934               | 0,60                 | 0 / 300              | Nou                  | Extraparlamentari    |
| 1989 (I)  | Crisant Dimitriadis | 21.149               | 0,32                 | 0 / 300              | =                    | Extraparlamentari    |
| 1989 (II) | Crisant Dimitriadis | No hi van participar | No hi van participar | No hi van participar | No hi van participar | No hi van participar |
| 1990      | Crisant Dimitriadis | 6.641                | 0,10                 | 0 / 300              | =                    | Extraparlamentari    |
| 1993      | Crisant Dimitriadis | 9.469                | 0,14                 | 0 / 300              | =                    | Extraparlamentari    |
| 1996      | Crisant Dimitriadis | 16.501               | 0,24                 | 0 / 300              | =                    | Extraparlamentari    |

### Eleccions europees
| Any  | Líder               | Vots    | %    | Escons | +/- |
| ---- | ------------------- | ------- | ---- | ------ | --- |
| 1984 | Crisant Dimitriadis | 136.642 | 2,29 | 1 / 24 | Nou |
| 1989 | Crisant Dimitriadis | 77.095  | 1,17 | 0 / 24 | 1   |
| 1994 | Crisant Dimitriadis | 50.748  | 0,78 | 0 / 25 | =   |